# Медаль «За службу в Гражданской обороне» (Норвегия)
 Медаль «За службу в Гражданской обороне» – ведомственная награда Гражданской обороны Королевства Норвегия.
Не стоит путать данную медаль с медалью «За службу в Гражданской обороне» с лавровой ветвью, которая по своему положению является отдельной наградой.

## История
Медаль «За службу в Гражданской обороне» была учреждена 16 ноября 2003 года как награда служащим Гражданской обороны Норвегии за выслугу в 25 лет и более. Медаль вручается директором Гражданской обороны и чрезвычайных ситуаций Норвегии. Каждый последующие пять лет службы отмечаются на ленте медали пятиконечной звездой серебристого металла. Максимально предусмотрено три звезды.

## Описание
Медаль круглой формы серебристого металла.
Аверс несёт геральдическую эмблему Гражданской обороны Норвегии: идущий геральдически на право лев, держащий в передней лапе варяжский щит под норвежской королевской геральдической короной.
На реверсе по окружности надпись, разделённая треугольниками: «SIVILFORSVARET • FOR TJENESTER •» (Гражданская оборона • За службу).
 Лента медали белого цвета с синей полоской 4 мм. шириной по центру.

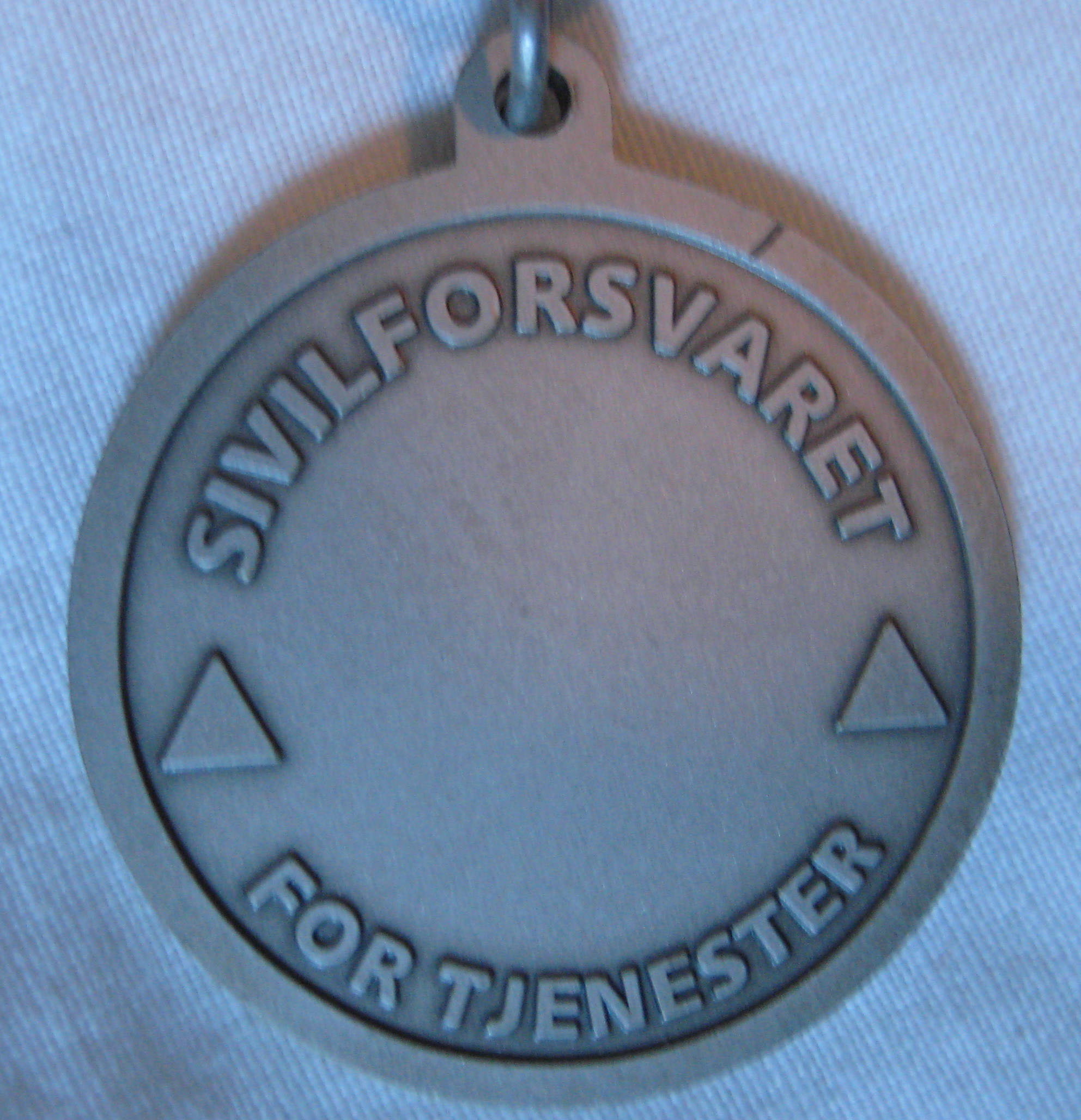
Реверс медали